# أبو الهول التفاحي
أبو الهول التفاحي (الاسم العلمي: Sphinx gordius) (بالإنجليزية: Apple Sphinx)‏ هو نوع من الحشرات يتبع جنس أبو الهول من فصيلة عثث أبو الهول.